# گیباراتس
گیباراتس (به لاتین: Gibarac) یک منطقهٔ مسکونی در کرواسی است که در Šid Municipality واقع شده‌است. گیباراتس ۱٬۱۵۸ نفر جمعیت دارد.